# Sistema sanitario della Svizzera
Il sistema sanitario della Svizzera è un sistema sanitario universale di tipo Bismarck costruito su casse malati private obbligatorie per ogni residente nel Paese ed è regolato dalla Legge Federale sull'Assicurazione Sanitaria.
Queste assicurazioni pagano la maggioranza delle spese per la cura dell'assicurato, che però è chiamato a pagare una parte delle cure in due modi: con una franchigia scelta dell'assicurato, che va dai 300 ai 2500 CHF e con un co-pagamento del 10% fino a un massimo di 700 CHF annui. Frequente è dunque che i meno abbienti optino per franchigie più elevate al fine di ridurre il premio da pagare, col rischio di ritrovarsi scoperti in caso di necessità.
A livello di organizzazione politica il sistema è caratterizzato dal federalismo, che può essere limitato in casi eccezionali come un'epidemia.

## Enti sanitari
Gli enti sanitari svizzeri possono essere:
- Pubblici, come la maggioranza degli ospedali più grandi
- Semiprivati, come la maggioranza delle case di cura
- Privati, come i medici di medicina generale e le cliniche

Gli svizzeri possono scegliere liberamente tra i medici della propria zona e non è previsto un medico di base formale, grazie al tariffario contrattato chiamato Tarmed.
Solitamente gli ospedali pubblici sono finanziati sia dalle casse malati che dalle tasse, dunque fanno pagare di più agli stranieri e molto spesso le assicurazioni non coprono gli interventi ordinari disponibili nel Cantone se effettuati al di fuori di esso e, ugualmente, non coprono le cliniche private senza un'assicurazione integrativa. Per i cittadini dello Spazio economico europeo è previsto il rimborso delle cure a condizioni pari a quelle nazionali in virtù dei rilevanti accordi.

## Assicurazioni
Le assicurazioni sono enti privati che non possono avere un profitto sui piani base obbligatori, che sono uguali in tutto il Paese e non sono rifiutabili a chi fa domanda. Possono però trarre profitto dai piani supplementari, che riguardano cose come l'oculistica, l'odontoiatria e l'alloggio ospedaliero, piani che possono essere concessi discrezionalmente. Il massimo che un cittadino può pagare di cassa malati senza un sussidio è l'8% del suo reddito, è poi previsto un intervento statale. Anche per i più poveri i Cantoni prevedono un sussidio per l'acquisto dell'assicurazione obbligatoria. Ad ogni modo, si registrano lunghe liste d'attesa, che possono arrivare fino a sei mesi.
Tutte le necessità mediche, se non coperte da un'altra assicurazione, vengono coperte dalle casse malati e, escludendo i copagamenti già menzionati, l'assicurato in ospedale paga solamente le spese alberghiere.

## Proposte di riforma
Per via degli alti costi per il cittadino varie sono state le proposte di riforma del sistema: nel 2014 i cittadini hanno votato contro l'ipotesi di una mutua nazionale, col solo voto dei cantoni romandi a favore. Nel 2020 il Canton Neuchâtel chiede al Parlamento federale l'autorizzazione per i Cantoni di istituire delle casse malati pubbliche e i socialisti consegnano nello stesso anno una raccolta di firme per imporre un limite massimo del 10% del reddito di un'economia domestica per la cassa malati.

## Statistiche
Nel 2014 la Svizzera ha speso il 11,4% del proprio PIL per la sanità, non lontano dalla Francia o dalla Germania, ma elevato per la media dell'Europa, comunque minore rispetto agli Stati Uniti. Per l'OECD è il Paese con più infermieri per persona e nel 2018 l'Euro Health Consumer Index ha classificato la sanità svizzera come la migliore d'Europa, dopo aver superato i Paesi Bassi che da tempo detenevano il primato, facendo però notare i suoi alti costi.

### Premi medi
Nel 2014 il premio medio mensile era di:
- 396,12 CHF per gli adulti (più di 26 anni)
- 363,55 CHF per i giovani (19–25 anni)
- 91,52 CHF per  minorenne ( 0–18 anni)